# Monumentul Infanteristului din București
Monumentul Infanteristului din București este o statuie realizată de sculptorul Spiridon Georgescu în 1930 și este amplasată în scuarul de lângă Podul Cotroceni peste râul Dâmbovița. 
Monumentul infanteristului 1916-1918 este clasat în categoria Monumente istorice de importanță B și este înscris la poziția nr. 2299, cu codul  B-III-m-B-19972, în Lista monumentelor istorice, actualizată prin Ordinul ministrului Culturii și Cultelor, nr. 2314/8 iulie 2004.

## Istoric
La Expozitia Națională a Armatei din august 1919, artistul Spiridon Georgescu a expus lucrările „Avântul“ și grupul „Capturarea unui tun“.
Macheta soldatului ce înfățișază “Avântul” a fost ulterior folosită pentru a crea „Monumentul Infanteristului“. Monumentul reprezintă statuia din bronz a unui infanterist român, în poziție de atac, ținând cu ambele mâini pușca și pregătindu-se să lovească cu patul armei - rupt - un inamic imaginar .
Pe soclul din piatră este fixată o placă de bronz cu o sabie pe ea, iar pe sabie un vultur cu ciocul deschis și aripile întinse, gata să se repeadă înainte. 
Pe placa soclului era gravată inscripția: „Eroilor căzuți în luptele de la Mărășești 1916-1918”, dar în prezent se mai văd doar două găuri în piatră, unde se aflau șuruburile de fixare. „Înteprinzători privați” au valorificat bronzul la vreun centru de reciclare a metalelor.
Monumentul, care a fost închinat jertfei eroilor din Regimentul 9 Vânători de Gardă „Regele Alexandru al Iugoslaviei” care s-au acoperit de glorie în Primul Război Mondial în luptele de la Bazargic, Amzacea, Letca Nouă și Mărășești, a fost construit la inițiativa generalului Gabriel Marinescu, pe timpul cât s-a aflat la comanda acestui regiment, cu fonduri strânse din solda sa și a militarilor din subordine și turnat în bronz la Fabrica și Turnătoria V.V. Rășcanu din București.
Monumentul Infanteristului a fost dezvelit cu fast în prezența regelui Carol al II-lea al României în 22 mai 1931.